# Rosa Rosà
Rosa Rosà (pseudonyme de Edith von Haynau ou Edith Arnaldi, née à Vienne en 1884 et morte à Rome en 1978) est une écrivaine, illustratrice autrichienne naturalisée italienne, adepte du futurisme.

## Biographie
Edith von Haynau est née à Vienne dans une famille aristocratique et éduquée par un précepteur et, seulement une fois adulte, elle fréquente l'école d'art de Vienne contre l'avis familial. En 1907 elle fait la connaissance de l'écrivain italien  Urlico Arnaldi qu'elle épouse en 1908 et avec lequel elle a quatre enfants entre 1909 et 1915. Pendant la Première Guerre mondiale, alors que son mari est au front, elle entre en contact avec le mouvement des futuristes.
Pour son activité littéraire et artistique, elle prend le nom « Rosa Rosà », devenant active en littérature, dessin et graphisme.
Elle collabore avec la revue L’Italia futurista, publiée du 1916 au 1918 et  rédige le premier roman de science-fiction fémininiste Una donna con tre anime (traduction littérale en français : « Une femme avec trois âmes » (1918),. L'autre roman futuriste est Non c'è che te! (1919).
Comme peintre elle illustre des livres futuristes et participe à la Grande Exposition nationale futuriste qui se déroule à Milan, Gênes et Florence en 1919 et à l'Exposition internationale de Berlin en 1922.
Elle publie ses dernières œuvres littéraires Eterno Mediterraneo en 1964 et Il fenomeno Bisanzio en 1970.
À sa mort avenue à Rome en 1978, elle laisse deux romans inédits,  Fuga dal labirinto et l'autobiographique  Il Danubio è grigio.